# Interrupce v Litvě
Interrupce v Litvě je legální a je k dispozici na vyžádání až do dvanáctého týdne těhotenství. Ze zdravotních důvodů je možná až do dvacátého druhého týdne. Když byla Litva republikou Sovětského svazu (jako Litevská sovětská socialistická republika), potraty upravovala vláda Sovětského svazu.

## Historie
Poté, co se 21. července 1940 stala Litevskou sovětskou socialistickou republikou, se Litva řídila zákony o potratech Sovětského svazu. Dne 27. června 1936 Sovětský svaz zakázal potraty, pokud nehrozilo ohrožení života matky nebo dítě zdědilo po rodičích vážnou nemoc. Podle tohoto zákona měly být potraty prováděny v porodnicích a nemocnicích a lékařům, kteří to nerespektovali, hrozilo vězení v délce jeden až dva roky.
Dne 23. listopadu 1955 vydal Sovětský svaz dekret, který umožňoval na požádání dostupné potraty. Později téhož roku byl potrat omezen, takže pokud by porod neohrozil matku, tak jej bylo možné provádět pouze v prvních třech měsících těhotenství. Lékaři museli provádět potraty v nemocnicích a pokud matka nebyla v nebezpečí, byl za potrat účtován poplatek. Pokud by potrat nebyl proveden v nemocnici, lékař mohl být na jeden rok uvězněn, zatímco osoba, která nemá lékařský diplom, mohla být uvězněna na dva roky. Vážné zranění nebo smrt těhotné ženy mohla mít za následek prodloužení trestu až na osm let.
Vláda Sovětského svazu byla znepokojena mírou nezákonných potratů a pokusila se omezit jejich výskyt. Dne 31. prosince 1987 Sovětský svaz oznámil, že umožní mnoha zdravotnickým zařízením provádět potraty až do dvacátého osmého týdne těhotenství. V roce 1989 bylo v Litvě provedeno 50 100 potratů a narodilo se 55 782 živě narozených dětí. Do roku 2010 se počet potratů snížil na 6 989 potratů a 35 626 živě narozených dětí. V roce 2010 činila míra potratů 9,8 potratů na 1 000 žen ve věku 15–44 let.
V letech 1995 až 2000 byla celková míra plodnosti v Litvě 1,4 dítěte na ženu, což chce vláda oficiálně zvýšit. Nízká míra porodnosti v Litvě a její katolické tradice činí z potratů kontroverzní politický problém a dochází k pravidelným pokusům o jeho omezení. V posledních letech došlo k několika pokusům o přijetí přísnějšího zákona o potratech, zejména po roce 2005. Tyto pokusy jsou spojeny zejména s polskou menšinou.